# Lactobacillus gasseri
Lactobacillus gasseri es una especie del género Lactobacillus identificada en 1980 por François Gasser y sus colaboradores.
L. gasseri es un habitante normal de las mucosas oral, intestinal y del tracto reproductivo inferior en mujeres sanas. Es una de las cuatro especies principales de Lactobacillus consideradas la mayor parte de la flora vaginal, junto con Lactobacillus crispatus, Lactobacillus jensenii y Lactobacillus iners. También se encuentra en heridas, orina, sangre y pus de pacientes que sufren septicemia.
Lactobacillus gasseri produce gassericina A, una bacteriocina. También produce lactocilina, un antibiótico peptídico.
Su genoma de 1,89 Mbp fue secuenciado en 2008. Varias cepas de esta bacteria tienen propiedades que las cualifican para aplicaciones probióticas.

## Descripción
Lactobacillus gasseri es una bacteria láctica, grampositiva y anaerobia.
- en forma de bastoncillos con extremos redondeados, 0,6-0,8 x 3,0-5,0 μm
- no móvil
- aparecen solitarias o en cadenas cortas
- homofermentativa obligatoria (produce ácido láctico exclusivamente a partir de glucosa)
- pH de crecimiento entre 5 y 7
- la mayoría de las cepas pueden fermentar el almidón
- su posición filogenética es en el grupo de Lactobacillus delbrueckii